# Mamíferos - A Floresta Feliz
Mamíferos - A Floresta Feliz é um filme de média-metragem brasileiro lançado em 20 de junho de 2000 pela empresa MPO Multimídia com duração de 45 minutos. O episódio lançado em formato VHS é uma criação do fotógrafo norte-americano Tom Arma que trabalha com fotografia de bebês caracterizados. Originalmente eles fizeram parte da divulgação da marca Parmalat nos Estados Unidos com isso a empresa MPO conseguiu a compra do licenciamento país.
No Brasil o produto foi lançado como jogo de CD-ROM denominado como Parque dos Mamíferos que posteriormente se transformou em filme. O filme conta com a participação da integrante do programa Glub-Glub da TV Cultura, Gisela Arantes.

## Enredo
Em uma floresta cheia de vida vivem seis animais. Um dia, a bruxa Poluydora (Gisela Arantes) resolve acabar com a floresta preparando uma poção que irá destruir tudo. No outro dia, Poluydora sobrevoa a floresta jogando a porção sob toda a fauna da mesma. Ao sairem de sua casa, os mamíferos encontram a floresta toda devastada. Desesperados, Natur (Tom Carbajo) entra na floresta e fornece-lhes ajuda. Para que o efeito seja desfeito, eles tem de arrajarem a planta lipídea, que terá de ser jogada no caldeirão da bruxa para que toda a floresta seja limpa. Após, todos os mamíferos e Natur vão ao castelo à noite enquanto a bruxa dorme e jogam no caldeirão a solução para que a floresta volte como era. Um dia após, Poluydora retorna a floresta e joga novamente porção atacando-a, mais percebe que algo aconteceu de errado. No fim toda a fauna é restabelecida retornando a ser como era.

## Elenco

### Crianças
- Guaira Lyra Bezerra ... Elefante
- Lucas Hideani Yamazaki ... Zebra
- Luiza de Freitas Relvas ... Ovelha
- Rodolfo Valente ... Macaco
- Rodrigo Russo ... Porco
- Yago Gouvea Manoel ... Leão

### Adultos
- Gisela Arantes como bruxa Poluydora
- Tom Carbajo como Natur